# High School Musical 2
Pour les articles homonymes, voir HSM.
Série High School Musical
High School Musical : Premiers pas sur scène
(2006) High School Musical 3 : Nos années lycée
(2008)
Pour plus de détails, voir Fiche technique et Distribution.
High School Musical 2 est un téléfilm américain de la collection des Disney Channel Original Movie, réalisé par Kenny Ortega, diffusé en 2007 et qui est le second volet de la trilogie High School Musical. Il fait suite au premier téléfilm High School Musical : Premiers Pas sur scène diffusé en 2006.
Dans ce second téléfilm de la saga, ce sont les vacances d'été, et Troy Bolton, Gabriella Montez et les Wildcats doivent trouver un emploi au plus vite. Dans l'optique de se venger de Gabriella et de séduire Troy, Sharpay Evans fait engager ce dernier dans le Country Club qui appartient à ses parents. Néanmoins, le capitaine des Wildcats vient avec l'ensemble de ses amis, ainsi qu'avec Gabriella. Sharpay va alors tout tenter pour essayer de séparer les deux amoureux, en proposant à Troy tout ce qu'il désire, et notamment une bourse à l'université d'Albuquerque, à tel point que les Wildcats et Gabriella s’inquiètent du changement de comportement de Troy et de son éloignement envers eux.
Ce second volet est diffusé pour la première fois le 17 août 2007 sur Disney Channel aux États-Unis et sur Family au Canada. En France, il est également diffusé sur Disney Channel, pour la première fois le 25 septembre 2007 puis sur M6 le 27 octobre 2007, ainsi que partout en Europe, en Asie, en Australie et en Nouvelle-Zélande.
La première diffusion aux États-Unis fut regardée par 17,2 millions de téléspectateurs, soit 10 millions de plus que la première diffusion du premier volet l'année précédente. Ce chiffre a placé le téléfilm au premier rang des audiences de la chaîne et constitue la meilleure audience d'un programme diffusé un vendredi soir toutes chaînes confondues depuis 2002.

## Synopsis
C'est la fin de l'année scolaire, Troy Bolton et ses amis attendent impatiemment les vacances et sautent de joie lorsque retentit la sonnerie ; ils chantent ainsi What Time Is It?. Mais un petit problème se pose : il leur faut trouver du travail à tout prix. Et voilà que comme par hasard, Monsieur Fulton, le directeur du Country Club appelle le leader des Wildcats pour leur proposer un emploi dans le camp de vacances. Évidemment, ça n'est pas un hasard, ce Country Club appartient aux Evans, les parents de Ryan et Sharpay Evans, et cette dernière n'a pas dit son dernier mot. Elle veut absolument se venger de Gabriella Montez qui lui a volé la vedette lors de la comédie musicale du lycée, ainsi que Troy, dont elle est amoureuse. Elle s'arrange donc pour que Troy soit engagé au Country Club et en profite pour chanter Fabulous avec Ryan, et prouve que c'est une fille très capricieuse. Et quelle n'est pas sa déception de voir que Troy est venu avec tous les Wildcats, y compris la belle Gabriella. Cette dernière a trouvé un poste de maître nageur alors que Troy et les Wildcats sont à la cuisine. Et lorsqu'ils découvrent où ils ont atterri, ils expliquent à Troy que leur travail est trop sévère, mais le capitaine leur remonte le moral en chantant Work This Out.
Sharpay va tout faire pour séparer les deux amoureux qui avaient prévu de passer un été inoubliable, mais les choses se gâtent lorsque Gabriella et Chad se rendent compte que Troy s'éloigne peu à peu d'eux et se fait manipuler par Sharpay. Celle-ci donne à Troy tout ce qu'il désire et surtout lui promet une bourse pour rentrer à l'Université d'Albuquerque. Le garçon ne fait pas attention et sème le trouble dans la tête de ses coéquipiers qui ne savent que faire lorsque leur capitaine les laisse tomber. Heureusement, ils trouvent du réconfort auprès de Ryan qui, invité gentiment par Gabriella et avec l'accord de tout le monde, leur apprend des chorégraphies, grâce à la chanson I Don't Dance qu'il chante avec Chad pour le concours des Jeunes Talents que préparent les Evans. Alors que Troy se rend compte de son erreur, Gabriella en a assez que Sharpay lui gâche ses vacances. La jeune fille parvient à expliquer à Troy ce qui a changé en lui mais Troy ne veut pas qu'elle parte car il serait trop malheureux mais elle veut absolument partir et lui explique sa décision en chantant dans Gotta Go My Own Way et finit par démissionner.
Le jeune homme est désemparé et ne sait que faire. Lorsque Kelsi lui donne une fiche et il apprend que les tous employés n'ont pas le droit de participer au concours et doivent travailler le soir du spectacle, il comprend à quel point Sharpay a été manipulatrice et exprime sa colère dans Bet On It. Enfin, il explique à celle-ci qu'il ne veut pas chanter avec elle, rétablissant ainsi le contact avec ses amis. Mais, c'est Ryan qui l'incite tout de même à chanter avec sa sœur lors de la soirée du concours et en profite pour lui faire apprendre une nouvelle chanson : Everyday. Troy ne comprend rien et lorsqu'il s'avance sur la scène et commence à chanter, il entend Gabriella lui répondre. Celle-ci se glisse parmi les convives et finit par le rejoindre. Tous les deux s'en donnent à cœur joie, ravis de se retrouver et ils dansent avec toute l'équipe des Wildcats : c'est Ryan qui a incité la jeune fille à revenir pour chanter avec Troy voyant que celui-ci était perturbé par son départ.
Enfin, à la fin de la soirée, c'est Ryan qui remporte le trophée de Jeune Talent grâce à la générosité de sa sœur qui n'a donc pas chanté. Et lors d'une petite fête sur le terrain de golf où tous les Wildcats sont présents, Troy et Gabriella s'embrassent mais sont surpris par les jets d'eau disposés un peu partout. Cela ne les empêchent pas de s'enlacer, de s'embrasser et de regarder leurs amis danser au clair de lune. La chanson de fin est All For One et est interprétée par tous les acteurs en disant qu'ils sont fiers d'avoir travaillé et gagné de l'argent au Country Club qui dansent autour de la piscine.

## Fiche technique
- Titre original : High School Musical 2
- Réalisateur : Kenny Ortega
- Producteurs exécutifs : Bill Borden, Barry Rosenbush
- Scénariste : Peter Barsocchini
- Musique : David Nessim Lawrence
- Directeur et chorégraphe : Kenny Ortega
- Public : Tout Public
- Année de tournage : 2007
- Durée : 100 minutes (version originale) / 106 minutes (version longue)
- Budget : Environ 7 millions de dollars américains[5]
- Société de production : Walt Disney Television, First Street Films et Salty Productions
- Société de distribution : Walt Disney Television
- Lieu de tournage : Salt Lake City
- Pays :  États-Unis
- Langue : Anglais
- Dates de diffusion :
  - États-Unis : 17 août 2007 (sur Disney Channel)
  - France : 25 septembre 2007 (sur Disney Channel) et 27 octobre 2007 (sur M6)

## Distribution
- Zac Efron (VF : Yoann Sover) : Troy Bolton
- Vanessa Hudgens (VF : Adeline Chetail) : Gabriella Montez
- Ashley Tisdale (VF : Céline Ronté) : Sharpay Evans
- Lucas Grabeel (VF : Donald Reignoux) : Ryan Evans
- Corbin Bleu (VF : Jimmy Redler) : Chad Danforth
- Monique Coleman (VF : Sauvane Delanoë) : Taylor McKessie
- Olesya Rulin (VF : Chantal Macé) : Kelsi Nielsen
- Chris Warren Jr. : Zeke Baylor
- Kaycee Stroh : Martha Cox
- Ryne Sanborn (VF : Charles Germain) : Jason Cross
- Bart Johnson (VF : Patrick Bethune) : Jack Bolton
- Alyson Reed (VF : Brigitte Virtudes) : Mme Darbus
- Leslie Wing (VF : Dominique Lelong) : Mme Bolton
- Mark L. Taylor (VF : Jean-François Kopf) : M. Fulton
- Robert Curtis Brown (VF : Guy Chapellier) : Vance Evans
- Miley Cyrus : Fille dans la piscine

## Discographie du film
High School Musical 2, tout comme son prédécesseur, est avant tout une comédie musicale. Le film est ainsi ponctué de chansons, interprétées par les protagonistes eux-mêmes. Certaines révèlent leur état d'esprit, leur humeur, leur doute, leur joie, leur peine, leur succès, etc. et d'autres sont chantées dans le cadre du concours des Jeunes Talents organisé comme chaque année par le Country Club.
| Titre de la chanson                   | Interprète(s) | Autre(s) interprète(s)                                                                              | Lieu(x) de interprétation                                             | Raison(s), contexte de l'interprétation |
| ------------------------------------- | --- | --------------------------------------------------------------------------------------------------- | --------------------------------------------------------------------- | --- |
| What Time Is It?                      | Troy Bolton, Gabriella Montez, Ryan et Sharpay Evans, Chad Danforth, Taylor McKessie                               | Kelsi Nielsen, Martha Cox, Jason Cross, Zeke Baylor, Les Wildcats et l'ensemble des élèves du lycée | Salle de cours, escalier et réfectoire (cafétéria) du lycée East High | Au lycée East High, sur une demande de Jason Cross, Mme Darbus raconte ses souvenirs de jeunesse, quand retentit la sonnerie du lycée, inaugurant la fin de l'année scolaire et les vacances d'été. C'est l'euphorie, tous les lycéens s'en réjouissent, et chantent cette chanson en quittant l'établissement. Troy et Gabriella savourent d'avance un été qu'ils vont passer ensemble, tandis que Ryan et Sharpay quittent le lycée entourés d'un foule d'admirateurs. Cette chanson est ensuite reprise par l'ensemble devant les portes du lycée quelques minutes après. |
| Fabulous                              | Ryan et Sharpay Evans                                                                                              | Les Sharpettes                                                                                      | Devant la piscine du Country Club Lava Springs                        | Une fois arrivée dans le club de milliardaire de ses parents, dans une décapotable rose immatriculée Fabulous, Sharpay exprime son désir que tout soit parfait à travers cette chanson ; elle attend Troy qu'elle a secrètement fait engager par Monsieur Fulton, le directeur du club. Or, à la fin de la chanson, celui-ci arrive, Sharpay est aux anges jusqu'à ce qu'elle se rende compte qu'il est venu avec les Wildcats et Gabriella, sa grande rivale, ce pourquoi, déstabilisée, elle tombe dans la piscine, et Gabriella, engagée comme maître-nageur, va la repêcher. |
| Work This Out                         | Troy Bolton, Gabriella Montez, Chad Danforth, Taylor McKessie, Martha Cox, Jason Cross, Zeke Baylor, Kelsi Neilsen | Les Wildcats et l'ensemble des employés de cuisine.                                                 | Cuisine du Country Club                                               | Troy Bolton a fait engager les Wildcats et Gabriella Montez dans le club de Lava Springs. Mais sur ordre de Sharpay, qui ne souhaitait qu'embaucher Troy, Monsieur Fulton, essaye de les décourager pour qu'ils démissionnent, en leur confiant du travail et des missions relativement pénibles et en étant très strict sur le respect des règles. Découragés et déçus, ceux-ci sont sur le point de rendre leur tablier ; ils commencer à l'exprimer à travers cette chanson, mais Troy et Gabriella parviennent à les convaincre de rester car ils seront ensemble et c'est ce qui compte, ils peuvent passer un bel été, comment ils le disent dans la chanson. |
| You Are the Music in Me               | Troy Bolton et Gabriella Montez                                                                                    | Kelsi Neilsen et les Wildcats                                                                       | Salle à manger du Country Club                                        | C'est la chanson que doit présenter le duo principal lors du spectacle des Jeunes Talents organisé au Country Club des parents Evans. La chanson a été écrite par Kelsi Nielsen pour Troy et Gabriella dans l'hypothèse où ils décideraient de se présenter à ce concours annuel. Lorsqu'ils la découvrent pour la première fois, ils la chantent, avec Kelsi au piano, et se laissent convaincre par leurs amis de participer au spectacle. |
| Humuhumunukunukuapua'a (non présente) | Sharpay et Ryan Evans                                                                                              | Les Sharpettes                                                                                      | Coulisses du Country Club                                             | Scène coupée n'apparaissant pas dans le téléfilm. Alors qu'il un rendez-vous avec Gabriella en soirée, Troy est emmené par Monsieur Fulton, le majordome du club, dans un endroit sombre. Il se demande ce qui lui arrive, quand apparait Ryan dans un déguisement hawaïen qui commence à chanter, puis apparait tout de suite après sa sœur dans le déguisement de princesse Tiki, ainsi que trois de ses amies, dans de semblables costumes. Il s'agit du spectacle que les jumeaux Evans doivent présenter au concours des Jeunes Talents du club. En réalité, Sharpay essaie de trouver un moyen pour monter sur scène avec Troy. |
| I Don't Dance                         | Chad Danforth et Ryan Evans                                                                                        | Les joueurs de Baseball et les Wildcats (sauf Troy Bolton).                                         | Terrain de Baseball du Country Club                                   | Après avoir été délaissé par sa sœur qui a décidé de chanter avec Troy au concours, Ryan décide, sur une proposition de Gabriella, de participer au match de Baseball auquel participent également les Wildcats, mis à part Troy. Arrivé sur le terrain, les Wildcats expliquent à Ryan que la présentation qu'ils souhaitaient faire au concours des Jeunes Talents ne peut pas se faire, en l'absence de Troy. Gabriella propose alors à Ryan d'apprendre une chorégraphie aux Wildcats, qu'ils pourraient présenter au spectacle. Chad est formellement opposé à cette idée, il dit qu'on ne le fera jamais danser, tandis que Ryan lui rétorque que danser c'est la même chose que jouer. Alors qu'ils commencent leur partie de baseball, Ryan débute cette chanson où il essaye de convaincre Chad qu'il peut réussir à danser, tandis que ce dernier, comme il le chante, défend l'idée qu'il ne dansera pas, qu'il n'est pas fait pour cela et que seul le jeu l'intéresse. À la fin de la chanson, Chad semble plus ouvert quant à la proposition initiale. |
| You Are the Music in Me (Reprise)     | Troy Bolton et Sharpay Evans                                                                                       | Les Sharpettes                                                                                      | Scène du Country Club                                                 | Sous l'emprise de Sharpay, Troy est quelque peu éloigné de ses amis et finit par en être totalement coupé. Il promet à celle-ci, qui lui offre tout ce qu'il veut grâce à ses parents, de chanter avec elle, pour ses parents justement, et cette chanson est reprise par le duo durant la répétition du spectacle. À noter qu'à la toute fin du film, cette chanson sera de nouveau reprise lorsque tous les amis sont réunis sur le terrain de golf du club. |
| Gotta Go My Own Way                   | Gabriella Montez                                                                                                   | Troy Bolton, Gabriella Montez                                                                       | Devant la piscine du club, dans les vestiaires et à la sortie         | Troy, appâté par la promotion comme professeur de golf au club et par la bourse à l'université d'Albuquerque, s'éloigne progressivement de ses amis, comme le désire Sharpay. De plus, cette dernière, quand elle apprend que son frère est en train de préparer une prestation avec les Wildcats pour le spectacle, ordonne à Monsieur Fulton d'interdire la participation des employés au concours contrairement à la tradition, prétextant le fait que comme il y aura des invités prestigieux, ils devront bien être servis par le personnel, qui devra donc travailler ce soir-là. En réalité, Sharpay ne veut pas de concurrence. Exaspérée par tout cela, Gabriella, après une confrontation avec Sharpay, décide de partir. Quand Troy veut la retenir, elle lui dit qu'il a changé, qu'elle est désolée mais qu'elle doit être elle-même. Elle quitte donc le club de Lava Spring en chantant, Troy essaie de la retenir, mais en vain. |
| Bet on It                             | Troy Bolton | /                                                                                                   | Terrain de golf du club                                               | Lorsque Kelsi lui apprend que les employés n'ont pas le droit de participer au concours, Troy comprend à quel point Sharpay a été manipulatrice. Après la démission de Gabriella et l’éloignement progressive de ses amis qui ne le reconnaissent plus, Troy décide de repartir dans la bonne direction et de rectifier ses erreurs, en colère contre lui-même, il exprime sa hargne à travers cette chanson. |
| Everyday                              | Troy Bolton et Gabriella Montez                                                                                    | Les Wildcats                                                                                        | Scène du Country Club                                                 | Après s'être rendu compte de la manipulation de Sharpay, Troy lui annonce qu'il ne veut plus chanter avec elle au concours qui doit se tenir le soir même, rétablissant ainsi le contact avec ses amis. Mais c'est Ryan qui l'incite tout de même à chanter avec sa sœur, et il en profite pour lui faire apprendre cette nouvelle chanson. Troy ne comprend pas pourquoi ce changement de chanson quelques minutes avant de monter sur scène. Il annonce sa décision à Sharpay, qui est ravie, mais elle ne comprend pas non plus lorsque Troy lui dit qu'ils chanteront une chanson différente. N'en connaissant pas d'autres, elle ne peut monter sur scène. Lorsque Troy s'avance sur la scène et commence à chanter, il entend Gabriella lui répondre. Celle-ci se glisse parmi les convives et finit par le rejoindre. Tous les deux s'en donnent à cœur joie, ravis de se retrouver. C'est Ryan qui a incité la jeune fille à revenir pour chanter avec Troy voyant que celui-ci était perturbé par son départ.                                               |
| All for One                           | Troy Bolton, Gabriella Montez, Ryan Evans, Sharpay Evans, Chad Danforth, Taylor McKessie                           | Kelsi Neilsen, Zeke Baylor, Martha Cox, Jason Cross et l'ensemble des Wildcats                      | Devant la piscine du club                                             | Après le triomphe de Troy, de Gabriella et des Wildcats lors du concours des Jeunes Talents de Lava Springs, qui a donné lieu à une réconciliation générale, notamment celle des deux personnages principaux, tout le monde se retrouve pour chanter autour de la piscine lors de la fête du personnel, où ils expriment leur fierté et satisfaction d'avoir travaillé pendant l'été au Country Club. |

## Récompenses
- Meilleur téléfilm aux Teen Choice Awards 2007[7],[8]
- Meilleure bande originale de film aux American Music Awards 2007[9]

## Autour du film
- Le tournage s'est tenu du 1er mars 2007 au 13 avril 2007 en Utah à Salt Lake City aux États-Unis[10]. Les scènes se déroulant au Country Club Lava Springs ont été tournées à l'Entrada at Snow Canyon Country Club situé dans la ville de Saint George dans l'Utah.
- Le clip de What Time Is It?[11] est sorti en première internationale le samedi 9 juin 2007. Pour la première fois dans l’histoire de Disney Channel, ce clip fut diffusé partout dans le monde le même jour avec une anecdote considérable, les États-Unis n’ont pas été les premiers à diffuser le clip à cause du décalage horaire mondial[12],[13].
- En France, le premier épisode du programme : Road to High School Musical 2 rebaptisé Destination High School Musical 2 fut diffusé le jeudi 21 juin 2007 à 19 h 55 à l’occasion de la fête de la musique. La suite de ce reportage (pastilles de cinq minutes) dans les coulisses du film a eu lieu tous les mardis à 19 h 35[14].
- La première mondiale a eu lieu le 14 juillet 2007 en Californie. Les acteurs de HSM 2 étaient présents sur le tapis bleu de Disneyland Downtown[15]. Miley Cyrus était présente. En effet, elle a participé à la chorégraphie de la dernière chanson du film, seulement en tant que danseuse.

## Suite
Le téléfilm a été suivi par le troisième volet de la saga, qui est un film contrairement aux deux précédents, High School Musical 3 : Nos années lycée (High School Musical 3: Senior Year), sorti au cinéma en octobre 2008.

## Diffusion par pays
| Pays             | Chaîne de télévision               | Date                          |
| ---------------- | ---------------------------------- | ----------------------------- |
| États-Unis       | Disney Channel                     | 17 août 2007                  |
| Canada           | Family (en) / VRAK.TV (fr)         | 17 août 2007 / 7 octobre 2007 |
| Asie             | Disney Channel                     | 9 septembre 2007              |
| Australie        | Disney Channel                     | 22 septembre 2007             |
| Nouvelle-Zélande | Disney Channel                     | 22 septembre 2007             |
| Allemagne        | Disney Channel                     | 22 septembre 2007             |
| France           | Disney Channel                     | 25 septembre 2007             |
| France           | M6 (première diffusion hertzienne) | 27 octobre 2007               |
| Espagne          | Disney Channel                     | 29 septembre 2007             |
| Italie           | Disney Channel                     | 29 septembre 2007             |
| Brésil           | Disney Channel                     | 7 octobre 2007                |
| Belgique         | Club RTL                           | 26 octobre 2007               |